# Henrique Viana
Henrique dos Santos Viana (* 29. Juni 1936 in Lissabon; † 4. Juli 2007 ebenda) war ein portugiesischer Schauspieler.

## Leben

### Bis 1968 – die Anfänge
Viana besuchte die gewerbliche Schule Escola Industrial Fonseca Benevides und begann 1957 als Amateur mit dem Schauspiel, in der Theatergruppe Grupo Dramático da Sociedade de Instrução Guilherme Cossoul. Erstmals auf der Bühne stand er in dem Stück Amanhã Há Récita von Varela Silva, der sein Stück auch inszenierte. Es folgten eine Vielzahl Rollen dort.
1959 schrieb er sich am Nationalkonservatorium Conservatório Nacional (heute Escola Superior de Teatro e Cinema) ein und begann gleichzeitig als Praktikant am Teatro Nacional D. Maria II. Hier stand er noch 1959 erstmals auf der Bühne, in Bernardo Santarenos O Lugre (dt. Der Zeisig, Regie Pedro Lemos). Es folgten eine Reihe Rollen im Teatro Nacional, darunter in A Visita da Velha Senhora, Luca de Tenas Inszenierung von Dürrenmatts Tragikomödie Der Besuch der alten Dame. Er brach sein Studium am Conservatório Nacional und wurde danach Berufsschauspieler. 1962 wechselte er an das Teatro Avenida, wo er sich dem Boulevardtheater zuwandte. 1967 wechselte er dann zum Revuetheaterfach, mit dem Stück Sete Colinas (dt. Sieben Hügel). 1968 spielte er in O Porteiro, Jorge Listopads Inszenierung des Harold-Pinter-Stücks Der Hausmeister.

### 1969 bis 1990 – Bühnenerfolge und Kinokarriere
Ab 1969 war er am Teatro da Estufa Fria, bevor er 1971 zu Raul Solnados Teatro Villaret wechselte. Hier spielte er in einer Reihe Stücken, darunter in Molières Tartufo (Regie Adolfo Marsilach), und in Ray Cooneys O Vison Voador, einem der größten Publikumserfolge des Teatro Villaret (mit Raul Solnado, Regie Paulo Renato).
1973 ging er zum Teatro ABC und kehrte damit zum Revuetheater zurück. 1974 war er Mitbegründer des Adoque, wo er in einer Vielzahl Revuen auf der Bühne stand. 1977 trat er erstmals auch als Autor auf, mit dem Revuestück Ó Calinas Cala a Boca (dt. etwa: Mensch Calinas, halt den Mund), das er zusammen mit Ary dos Santos, Francisco Nicholson und Gonsalves Preto schrieb. Er nahm auch zwei Singles mit Stücken der von ihm gespielten populären Hauptrolle des Calinas auf. Zudem begann er selbst Stücke zu inszenieren, darunter zwei Stücke des Jugendtheaters am Adoque.
1981 unterbrach er seine Arbeit am Adoque für Zusammenarbeiten mit u. a. Raul Solnado und Fernando Tordo. 1982 kehrte er ans Adoque zurück, zu dessen letzter Revue, bevor es seine Türen am zentralen Martim Moniz-Platz schloss. Viana spielte während der 80er Jahre an verschiedenen Theatern (Teatro Variedades, Teatro ABC, Teatro Maria Matos), wo er sowohl Komödien und Revuen, als auch ernste Stücke spielt. Parallel trat er immer wieder in Telenovelas und Theateraufzeichnungen des portugiesischen Fernsehens auf.
Auch seine bereits 1963 begonnene Präsenz im portugiesischen Kino begann sich insbesondere mit dem künstlerischen Umschwung nach der Nelkenrevolution 1974 stärker zu entwickeln. Besonders in den 1980er Jahren war er als überzeugender Charakterdarsteller in anspruchsvollen portugiesischen Filmproduktionen gefragt.

### Seit 1990 bis zum Tod – das Fernsehen
Nach einer Reihe Revuestücken und Musicals, u. a. von Carlos Cruz, spielte er 1990 in Júlio Dantas’ A Severa, inszeniert von Nicolau Breyner, um sich ab 1991 weitgehend nur noch ernsten Stücken zu widmen. 1992 stand er letztmals auf einer Theaterbühne, im Kloster Convento de S.Francisco in Portalegre, in António Ferreiras Klassiker A Castro. Danach verlegte er sich weitgehend auf Fernsehproduktionen. Besonders in den 2000er Jahren trat er in zahlreichen Telenovelas, Fernsehfilmen und Krimiserien auf. 2005 ging er erstmals für eine Fernsehproduktion nach Brasilien, für die portugiesisch-brasilianische Co-Produktion (O Segredo). 2006 kehrte er dorthin zurück, für die Telenovela Paixões Proibidas, eine Co-Produktion der portugiesischen RTP und der brasilianischen BAND.
Henrique Viana erlag am 4. Juli 2007 im Krankenhaus Hospital Santo António dos Capuchos einem Krebsleiden. Er wurde auf dem Friedhof Cemitério dos Olivais bestattet.

## Rezeption
Während er auf der Bühne in meist komischen oder volkstümlichen Rollen ein Publikumsliebling wurde, war er später im Kino als überzeugender Darsteller starker Persönlichkeiten und vieler Bösewichter gefragt. Hier glänzte er weniger in Hauptrollen, als in ausdrucksstarken Charakteren, die neben den Hauptfiguren agierten und den Filmen viel Überzeugungskraft lieferten. Aus diesem Grund gehörte er phasenweise zu den meistbeschäftigten Filmschauspielern des portugiesischen Filmschaffens. Auch das Fernsehen entdeckte ihn insbesondere seit den 80er Jahren, wo er mit seiner Präsenz den Produktionen Überzeugungskraft verlieh. Trotz vereinzelter internationaler Engagements, darunter einen deutschen Film mit Peter Lilienthal 1983, blieb Vianas Karriere jedoch weitgehend auf Portugal beschränkt.

## Filmografie (Auswahl)
- 1963: Aqui Há Fantasmas; R: Pedro Martins
- 1969: O Destino Marca a Hora; R: Henrique Campos
- 1970: Malteses, Burgueses, e às Vezes...; R: Artur Semedo
- 1979: Amor de Perdição; R: Manoel de Oliveira
- 1980: A Santa Aliança; R: Eduardo Geada
- 1981: A Carta Roubada; R: Ruy Guerra
- 1982:  A Vida É Bela?!; R: Luís Galvão Teles
- 1983: Ohne Schatten von Sünde (Sem Sombra de Pecado); R: José Fonseca e Costa
- 1984: Das Autogramm; R: Peter Lilienthal
- 1986: Ein portugiesischer Abschied (Um Adeus Português); R: João Botelho
- 1986: Duma Vez por Todas; R: Joaquim Leitão
- 1987: Ballade vom Hundestrand (Balada da Praia dos Cães); R: José Fonseca e Costa
- 1988: Harte Zeiten für unsere Zeiten (Tempos Difíceis); R: João Botelho
- 1989: Das Blut (O Sangue); R: Pedro Costa
- 1989: Erinnerungen an das gelbe Haus (Recordações da Casa Amarela); R: João César Monteiro
- 1992: Auf Wiedersehen, Prinzessin (Adeus Princesa); R: Jorge Paixão da Costa
- 1993: O Fim do Mundo; R: João Mário Grilo
- 1995: Feuerzeichen (Sinais de Fogo); R: Luís Filipe Rocha
- 1997: Die Schwächen der Frauen (Elles); R: Luís Galvão Teles
- 2000: Nelken für die Freiheit (Capitães de Abril); R: Maria de Medeiros
- 2002: O Rapaz do Trapézio Voador; R: Fernando Matos Silva
- 2003: Portugal S.A.; R: Ruy Guerra
- 2005: Até Amanhã, Camaradas, R: Joaquim Leitão
- 2007: Julgamento; R: Leonel Vieira